# Coccodentalium
Coccodentalium is een geslacht van weekdieren uit de klasse van de Scaphopoda (tandschelpen).

## Soorten
- Coccodentalium cancellatum (G.B. Sowerby II, 1860)
- Coccodentalium carduus (Dall, 1889)
- Coccodentalium gemmiparum (Melvill, 1909)